# Гарб-Шрарда-Бени-Хсен
Гарб-Шрарда-Бени́-Хсен (араб. الغرب شراردة بني حسين‎) — до 2015 года одна из шестнадцати областей Марокко, была расположена к северу от бывшей области Рабат-Сале-Заммур-Заэр. Объединена с последней для создания новой области Рабат — Сале — Кенитра.
Территория 8 805 км² с населением 1 859 540 чел. (перепись 2004). Административный центр — город Кенитра.
Область состояла из 3 провинций:
- Провинция Кенитра (площадь — 3253 км²) (адм. центр — город Кенитра)
- Провинция Сиди-Касем (площадь — 4060 км²)
- Провинция Сиди-Слиман (площадь — 1492 км²)